# Kostel Panny Marie Vítězné a svatého Antonína Paduánského

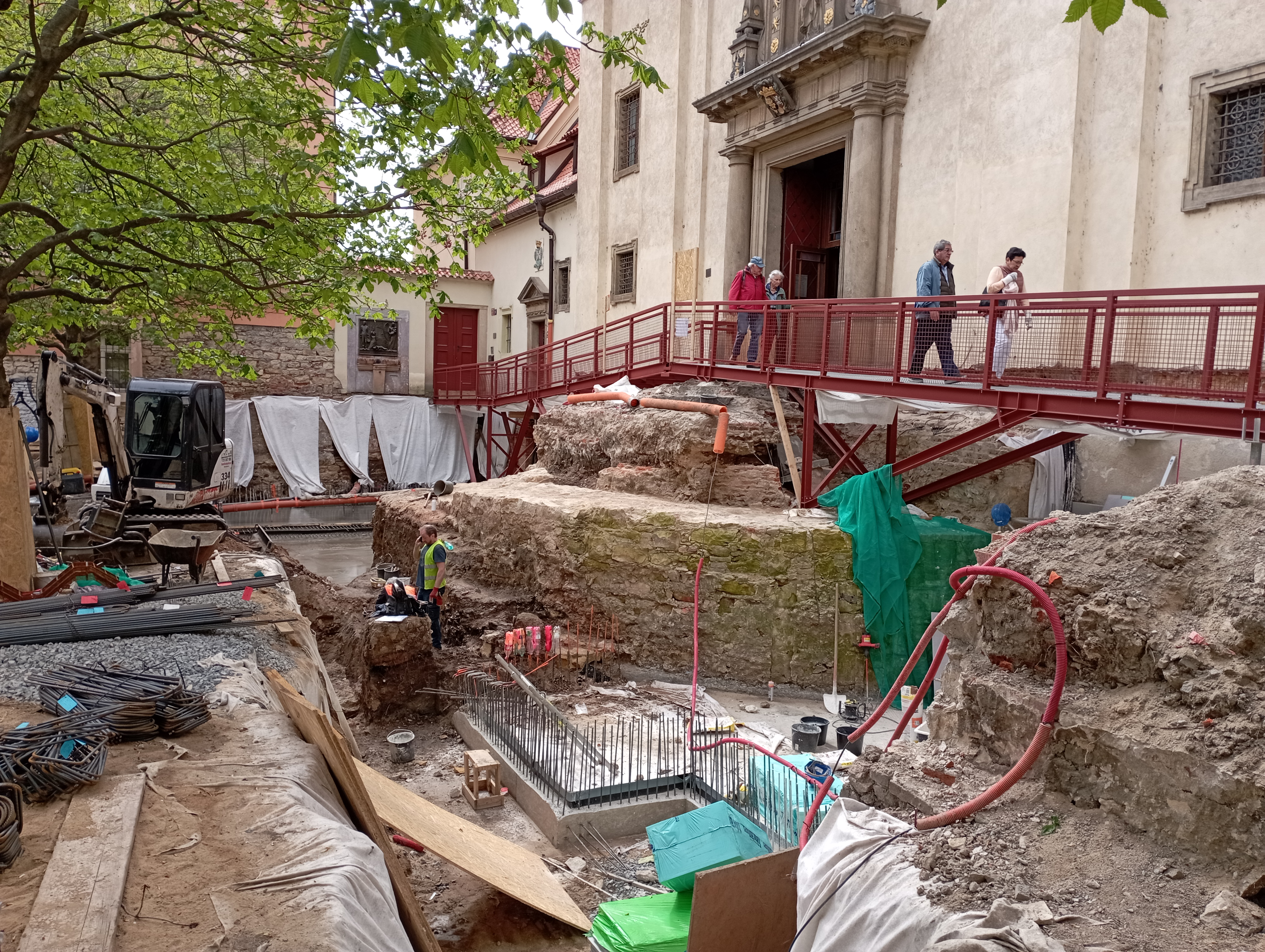
Rekonstrukce terasy před kostelem, díky níž vzniknou bazbariérové přístupové rampy do kostela a veřejné toalety pod schodištěm (foto 5. dubna 2024)

Kostel Panny Marie Vítězné a svatého Antonína Paduánského s přilehlým klášterem bosých karmelitánů se nachází v Praze 1 pod Petřínem v Karmelitské ulici na Malé Straně. Proslul soškou Pražského Jezulátka, díky které je často přezdíván U Pražského Jezulátka. Sošce je připisována zázračná moc a kostel je navštěvován poutníky z celého světa, především ze španělsky mluvících zemí.
Kostel je významnou stavební památkou raného baroka, interiér má hodnotný mobiliář pocházející většinou ze 17. století.

## Historie

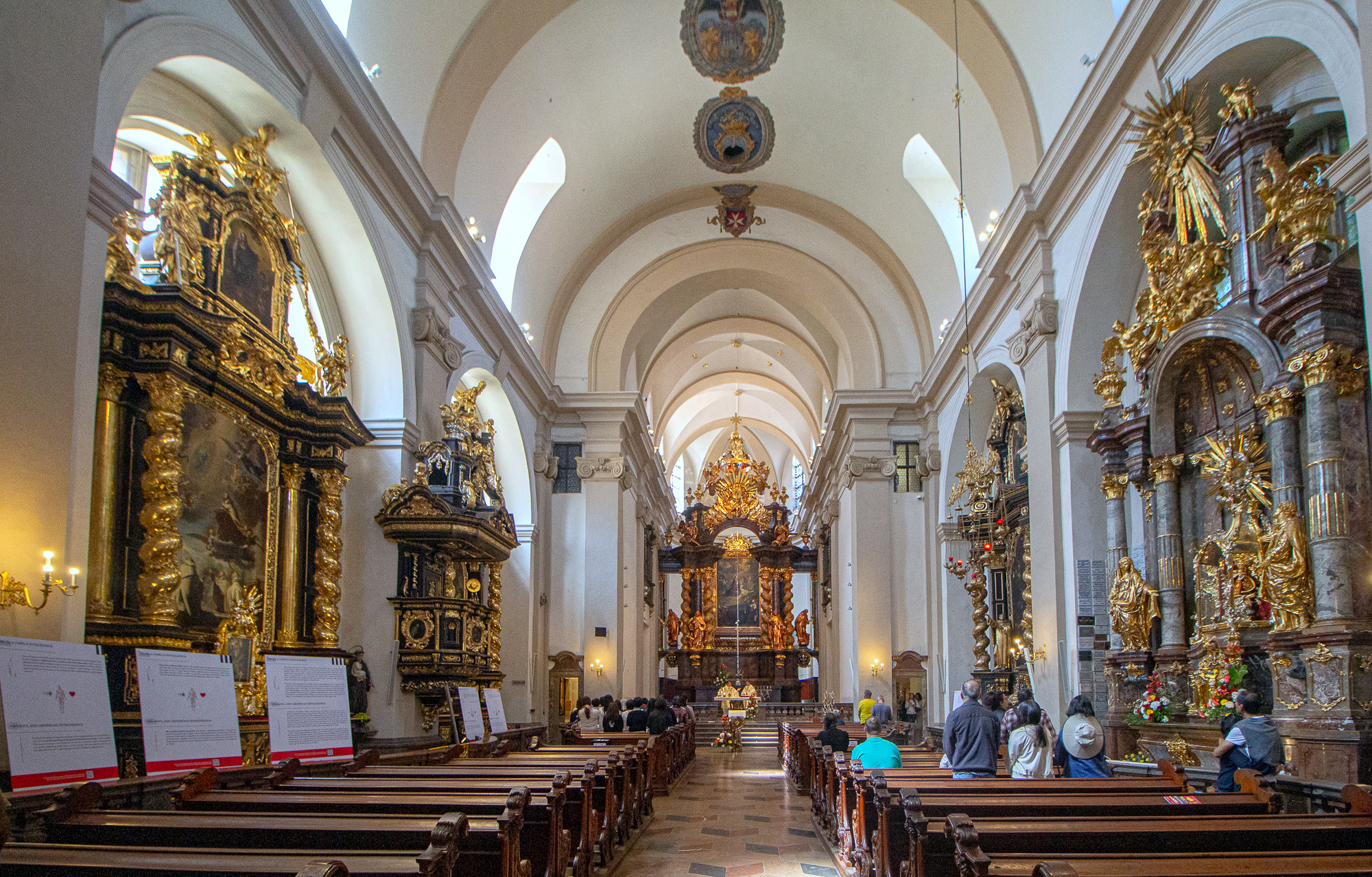
Interiér kostela

Základem kostela je pozdně renesanční luteránský kostel Nejsvětější Trojice od Giovanniho Maria Filippiho z let 1611–1613. Kostel byl orientovaný hlavním oltářem na východ, tj. směrem do ulice a vchodem na západě, od petřínské stráně.
Po bitvě na Bílé hoře byl kostel uzavřen a na přímluvu Dominika à Jesu Maria jej získal řád neobutých karmelitánů, které do něj dne 7. září roku 1624 uvedl generální vikář Kašpar Arsenius z Radbuzy. O den později na přání císaře Ferdinanda II. apoštolský visitátor minoritů Jan Savonanti chrám zasvětil Panně Marii Vítězné a sv. Antonínu Paduánskému. Mariánské patrocinium bylo zvoleno s ohledem na milostný obrázek Adorace Páně ze Štěnovic, symbol Panny Marie Vítězné, jehož zázračné moci bylo připisováno vítězství katolického vojska v bělohorské bitvě. 
Koncem října 1624 přišli z Vídně první karmelitánští mniši. Pokusili se založit noviciát, který byl pro nedostatek financí již roku 1630 přeložen do Mnichova.
V letech 1625–1644 proběhla rozsáhlá adaptace celého kostela pro potřeby karmelitánů, během níž byla změněna orientace chrámové lodi směrem k západu, vystavěn půlkruhový presbytář s mnišským chórem. 
Průčelí bylo upraveno podle vzorů římských karmelitánských kostelů Santa Maria della Scala, Santa Maria della Vittoria a kostela sv. Zuzany. Na fasádu byla do niky nad vstupním portálem vsazena socha Panny Marie (nyní kopie z roku 1944), znak řádu karmelitánů a na korunní římsu osazen plastický erb zakladatele dona Baltasara de Marradas. Mramorová pamětní deska s letopočtem 1659 na nepřístupné části boční fasády uvádí založení poustevny Pražského Jezulátka z daru Alžběty Konstancie, ovdovělé hraběnky z Oppersdorfu. Roku 1669 byla dostavěna věž. Od roku 1641 byla v kostele natrvalo umístěna soška Pražského Jezulátka. Soška, které  začala být připisována zázračná moc, byla v roce 1655 slavnostně korunována pražským biskupem. Úcta k Jezulátku se postupně rozšířila po celém světě.
Dekretem císaře Josefa II. z 3. června 1784 byl klášter zrušen a budova předána finančnímu úřadu a gymnáziu (nyní základní škola). Terasovitou zahradu s přilehlou vinicí a zaharadním domkem dostal generální seminář. Kostel byl proměněn na farní a získali jej do správy maltézští rytíři z blízkého kostela Panny Marie pod řetězem.  Karmelitánům byl kostel s částí nemovitostí navrácen po více než 200 letech, 2. července 1993. V letech 2006 až 2023 probíhaly v kostele práce na obnově hlavního oltáře pod vedením restaurátora Mgr. Daniela Talavery.

## Popis

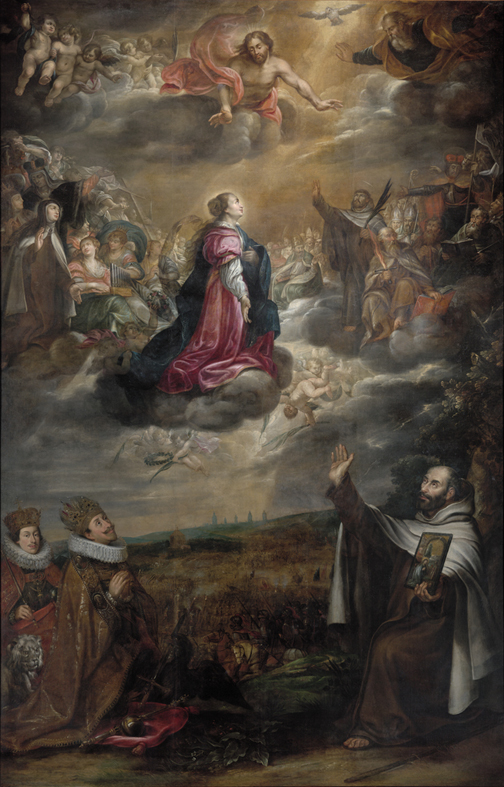
Obraz Antonína Stevense pro hlavní oltář kostela (1641)

### Exteriér
Průčelí bylo rekonstruováno během třicetileté války nákladem dona Baltasara Marradase (1560–1638) v letech 1636–1642. Dokončení se Marrades nedožil. Kompozice tabulového průčelí se odvolává na římské kostely karmelitánského řádu (Santa Maria della Scala, Santa Maria della Vittoria).
Na korunní římse je mecenášův znak v barokní plastické kartuši. Nad samotným erbem je hraběcí koruna, po jeho obvodu ji lemují bílá ramena maltézského kříže. Erb je čtvrcený. První pole představuje vlastní rodinný znak Marradasů, který je čtvrcený. V jeho prvním a třetím poli jsou tři svislé zlaté vlny na červeném poli a na druhém a čtvrtém poli zlatá mušle na modrém poli. Druhé pole vyplňují dva horizontálně položené červené pruhy na zlatém podkladě, představuje znak rodu Vique, který poukazuje na Valencii, rodiště Marradase. Ve třetím zlatém poli je černý dvojhlavý císařský orel, který má na hrudi štít se třemi zlatými pruty na modrém poli, jedná se o erb rodu Pallásů. Čtvrté pole znázorňuje rod Manrique de Lara. Skládá se ze čtyř svislých pruhů. V heraldicky krajním pravém jsou nad sebou dva kotle pokryté zlatočerným šachovnicovým vzorem, nad každým je stočen zlatý had. Na zbývajících třech se střídají motivy věží a lvů odkazující na znaky Kastilie a Leónu. Pod erbem je latinský nápis, jehož český překlad zní: Z velkorysosti a veden hlubokou úctou k svaté Panně Terese a jejímu posvátnému řádu tento portál Don Baltasar de Marradas Vique, Svaté říše římské hrabě, Rytíř španělský a Johanitského řádu jeruzalémského, Kastelán ampostatský, Císařů Rudolfa, Matyáše, Ferdinanda II. a III. komoří a tělesné stráži velitel, Tajný rada, Generál jízdy a vojenský velitel v Českém království, válečný rada Katolického veličenstva a plukovník v Německu na vlastní náklad postavit a na věčnou památku svůj znak připojit dal. Roku 1644.
Náklady na vrata a kamennou sochu Panny Marie s Ježíškem uhradil svobodný pán a plukovník Husmann. Hlavní průčelí se od 17. století nezměnilo. Na severní boční stěně kostela byly po otlučení omítky v roce 2024 pod fasádou odkryty základy zdiva z opukových kvádrů a nad nimi cihlové vyzdívky dvou oken. Jiný průzkum exteriéru kostela dosud nebyl proveden. 

### Interiér
Kostel je sálová stavba, má valenou klenbu s pasy a osm kaplí, dvě v podvěží po stranách vstupu jsou uzavřené, tři dvojice výklenkových kaplí po stranách jsou vyvýšeny schodištěm a navzájem propojeny. Závěr kostela s dosud užívaným mnišským chórem je oddělen dřevěnou architekturou hlavního oltáře, původní barokní chórové lavice byly upraveny v novogotickém stylu, v roce 2022 proběhlo jejich restaurování a byly navráceny do původní raněbarokní podoby. 

#### Hlavní oltář
má vrcholně barokní sloupovou konstrukci architektury s tordovanými sloupy a překladem s prolamovanou profilovanou římsou; navrhl ji Jan Ferdinand Schor roku 1715, který se také účastnil jejího štafírování. Po stranách jsou sochy sv. Terezie z Avily a sv. Jana od Kříže z dílny Matěje Václava Jäckela.. Na vrcholu je do paprsčité svatozáře vložen obrázek Adorace Páně, zvaný Panny Marie Vítězné, pod královskou korunou. Za oltářem visí monumentální obraz Císař Ferdinand II. a jeho syn, český král Ferdinand III. se modlí k Panně Marii za vítězství katolíků v bitvě na Bílé hoře. Proti nim pokleká karmelitán Dominik à Jesu Maria s obrázkem Adorace Páně v levici. V oblaku nad nimi se Panna Marie se svatými patrony přimlouvá u Boha Otce za zdar bitvy. Obraz namaloval Antonín Stevens ze Steinfelsu pro původní oltářního retábl z roku 1641.

#### Kaple a oltáře
- uzavřená kaple Ukřižování (první vlevo) s barokním sousoším kalvárie, s Maří Magdalenou klečící u paty kříže a se sochami Bolestné Panny Marie a sv. Jana Evangelisty po stranách.
- uzavřená Talmberská kaple u vstupu je zpovědní kaplí, na oltáři má sochu Panny Marie (první vpravo)

Šest bočních oltářů ve výklenkových kaplích: 
- první kaple s obrazem Extáze sv. Terezie z Ávily z roku 1752  od mnichovského malíře Johanna Georga Wilhelma Dietricha (1712–1774) a v nástavci Apoteóza sv. Terezie z Ávily od Jana Bedřicha Hesse,[9]
- uprostřed kaple s obrazem Apoteóza sv. Jana od Kříže od Matěje Zimprechta, v architektuře od Marka Nonnenmachera z roku 1679.[10], na oltářní menze obraz Panny Marie Mantovanské se stříbrnou korunou.
- kaple nejblíže k sakristii a ke kněžisti: Mystické vidění sv. Šimona Stocka, generála a spoluzakladatele řádu karmelitánů, obraz od Petra Brandla.
- Na pravé straně kaple s oltářem Vidění svatého Jáchyma a Anny, vrcholné dílo Brandlovo,[11]
- uprostřed mramorový oltář s milostnou soškou Pražského Jezulátka mezi dřevěnými pozlacenými sochami Panny Marie a sv. Josefa.
- poslední oltář, u vchodu do klášterního muzea, s obrazem Smrt sv. Josefa za přítomnosti Krista, rovněž od Petra Brandla; na oltářní menze miniaturní kopie brazilské sošky Panny Marie z poutního města Aparecida.
- raně barokní černozlatá kazatelna má na stříšce sousoší proroka Eliáše jedoucího na slunečním voze, dílo Matěje Zimprechta z roku 1679, na poprsni čtyři malované obrázky církevních otců Západu
- prospekt rokokových varhan  z roku 1754 zhotovil Franz Karetzer z Králík.

## Krypta
Pod celým půdorysem kostela jsou prostory krypty. Jsou v ní uloženy rakve mumifikovaných řeholníků a příznivců chrámu. Vpravo od presbytáře je vstup na točité schodiště, které vede do muzea Pražského Jezulátka.
Od roku 2015 jsou součástí interiéru nový oltář, ambon, kříž a poklop křtitelnice, vytvořené akademickým sochařem Otmarem Olivou.

### Pražské Jezulátko

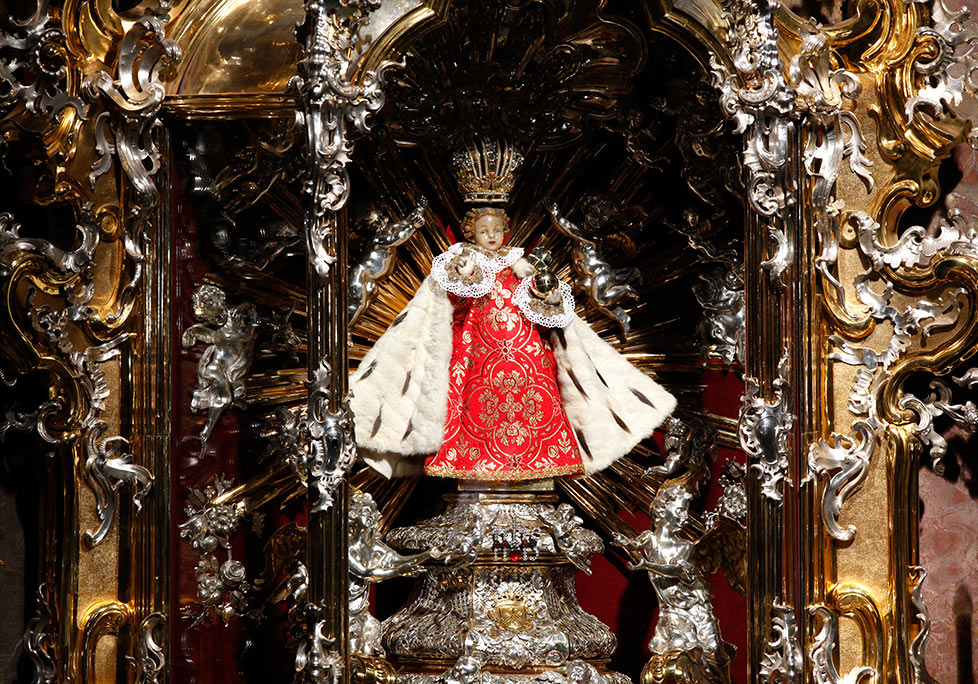
Pražské Jezulátko v kostele

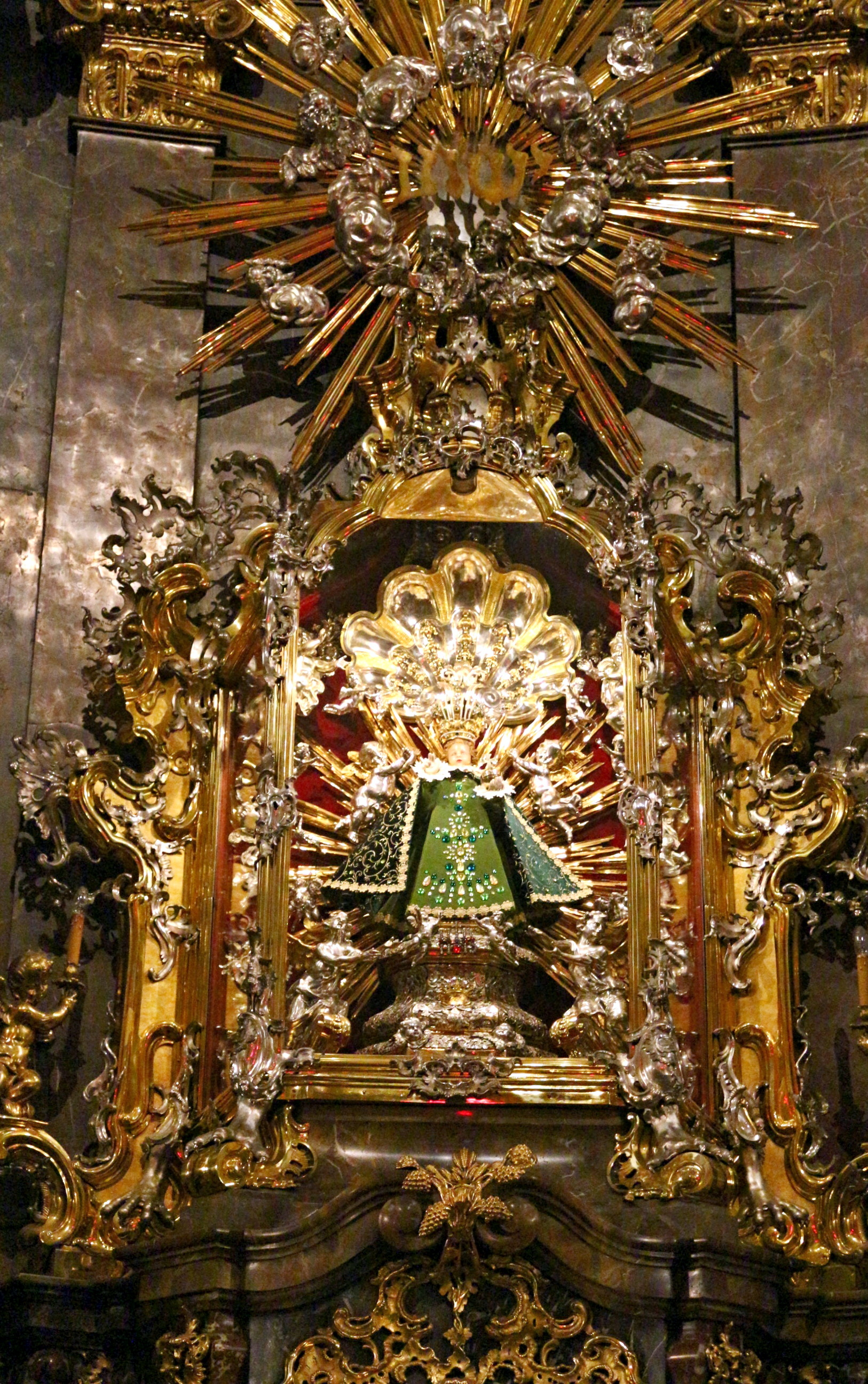
Pražské Jezulátko v roce 2017

Mezi nejvýznamnější artefakty kostela patří bezesporu soška Pražského Jezulátka, které je velmi oblíbené mezi turisty zejména z románských zemí, především pak ze Španělska, země svého původu. Soška pochází asi ze 16. století, do Prahy ji přivezla španělská dvorní dáma Marie Manrique de Lara a kostelu ji věnovala její dcera Polyxena z Lobkovic. Jezulátko je umístěno ve zlatnicky provedené prosklené stříbrné skřínce na vlastním bočním oltáři. Soška je opatřena korunou a během církevního roku oblékána do různě barevných šatů, jejichž rozsáhlý soubor je zde uchováván.

## Návštěva papeže

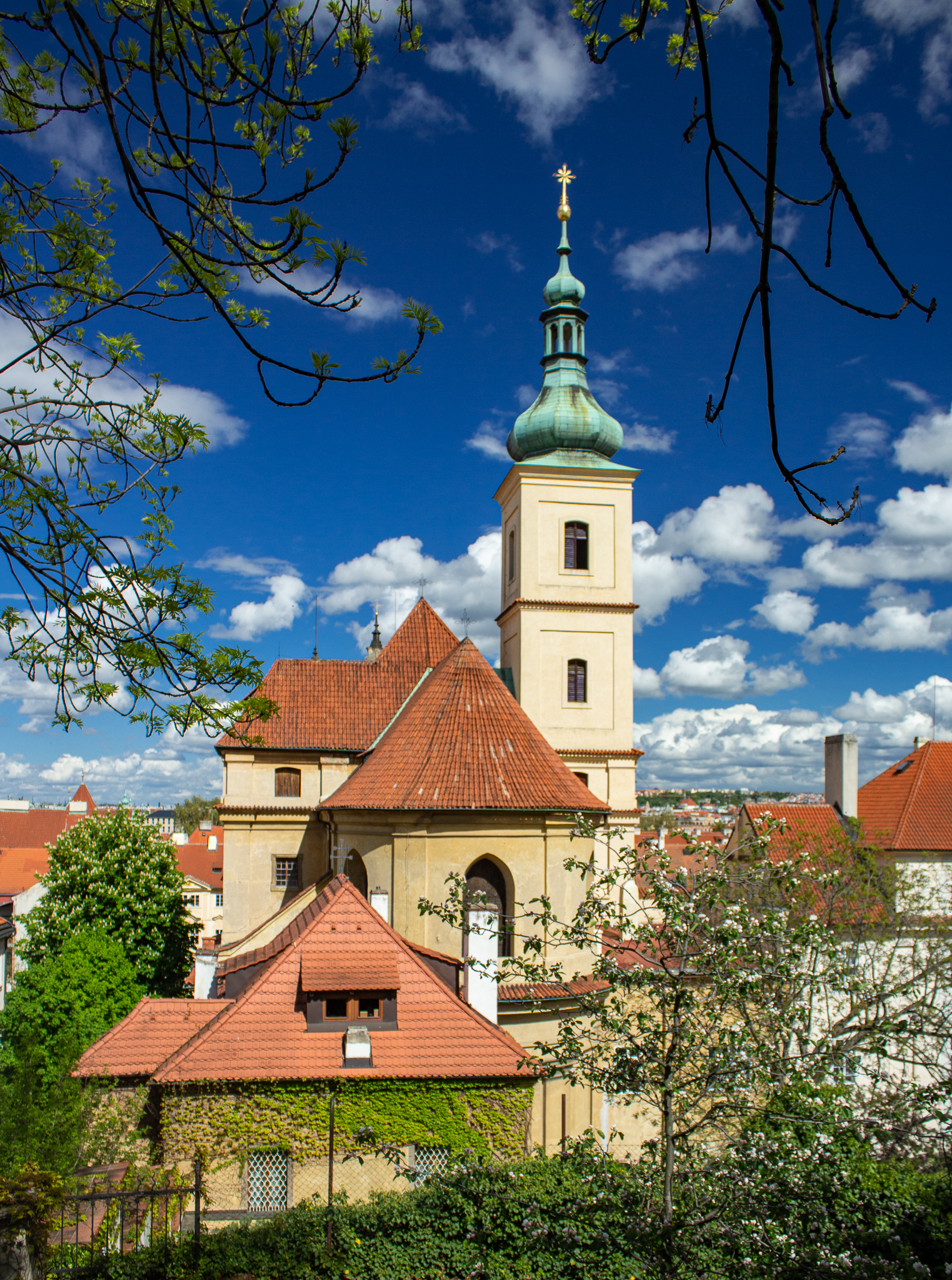
Kostel od Petřína

26. září 2009 prohlásil papež Benedikt XVI. kostel a Pražské Jezulátko za první zastávku při své apoštolské cestě v Česku. Svatý Otec také daroval zlatou korunu zdobenou perlami a granáty, kterou je soška korunována.

## Okolí
Vedle kostela se nachází klášter bosých karmelitánů, za ním je bývalá poustevna z roku 1659, která je dnes již obytným domem v soukromém vlastnictví. Ke klášteru v minulosti patřila i přilehlá Seminářská zahrada.